# فینال جام جهانی فوتبال ۱۹۶۲
فینال جام جهانی فوتبال ۱۹۶۲، رقابت پایانی جام جهانی فوتبال ۱۹۶۲ است که مابین تیم ملی فوتبال برزیل و تیم ملی فوتبال چکسلواکی در ورزشگاه ملی خولیو مارتینز پرادانوس، سانتیاگو برگزار شده‌است.
این مسابقه که در تاریخ ۱۷ ژوئن ۱۹۶۲ انجام شده‌است با نتیجه ۳ بر ۱ به سود تیم ملی فوتبال برزیل به پایان رسید.